# Panikhaken

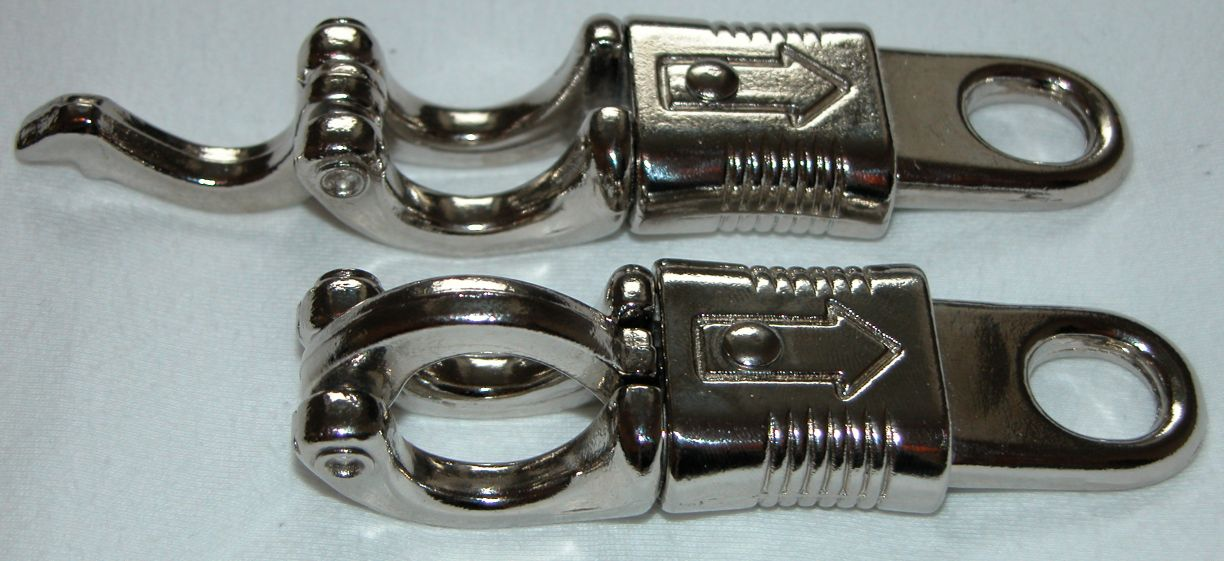
Panikhaken mit Schiebverschluss

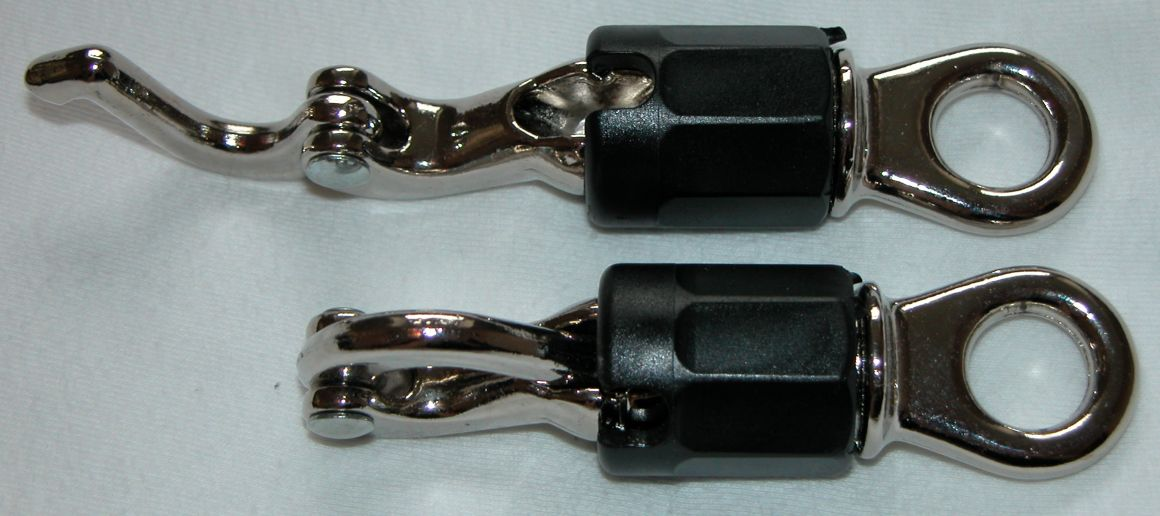
Panikhaken mit Drehverschluss

Ein Panikhaken ist ein Verschluss, der sich im Gegensatz zum Karabinerhaken auch unter starkem Zug noch leicht öffnen lässt. Er wird in der Landwirtschaft und im Reitsport als Sicherheitsinstrument z. B. beim Führen von Pferden eingesetzt. Scheut beispielsweise ein Pferd, so kann man im Notfall den Panikhaken öffnen und das Pferd damit freigeben. Ferner wird im Canicross zur eventuellen Schnelltrennung ein Panikhaken verwendet.

## Verwendung im BDSM
Auch im Bereich BDSM kommen Panikhaken regelmäßig zum Einsatz. Insbesondere bei einem Kreislaufkollaps eines der Beteiligten stellen sie sicher, dass die entsprechende Verbindung jederzeit auch unter hohen Zuglasten (beispielsweise dem Eigengewicht des Bottom) mit einem Handgriff geöffnet werden kann.

### Bewertung

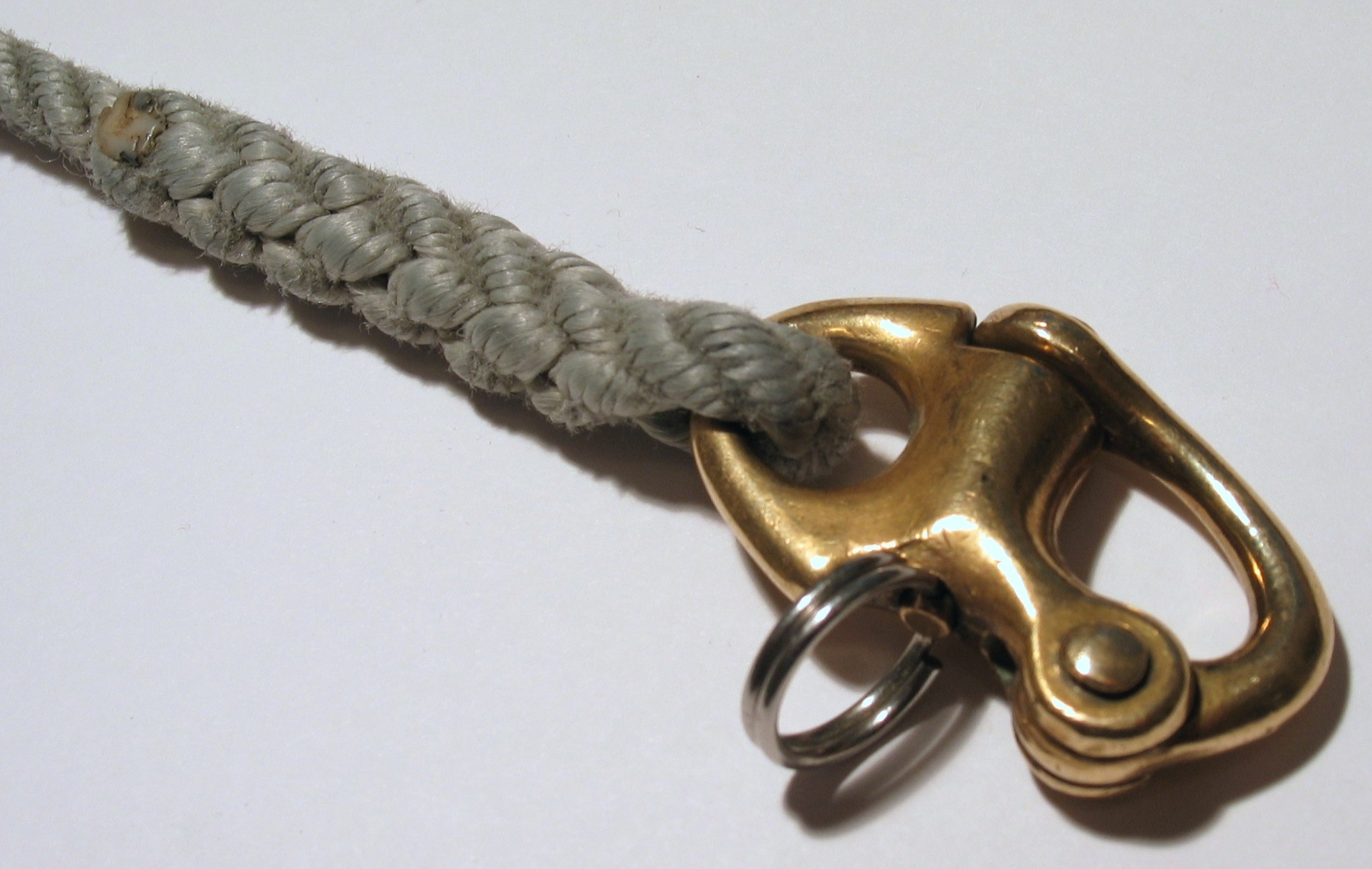
Schnappschäkel

Ihre Verwendung ist stark umstritten. Panikhaken aus dem Pferdesport sind nicht für vertikale Lasten gedacht. Jay Wiseman, Autor verschiedener BDSM-Bücher, spricht sich gegen ihre Verwendung aus. Soll eine unter Last trenn- oder ablassbare Verbindung hergestellt werden, so rät er zur Verwendung von Flaschenzügen, improvisierten Flaschenzügen oder von Schnappschäkeln aus dem Segelsport.